# Distrikt Alto Nanay
Der Distrikt Alto Nanay befindet sich in der Provinz Maynas in der Region Loreto in Nordost-Peru. Der Distrikt wurde am 2. Juli 1943 gegründet. Er besitzt eine Fläche von 14.563 km². Beim Zensus 2017 wurden 3082 Einwohner gezählt. Im Jahr 1993 lag die Einwohnerzahl bei 2271, im Jahr 2007 bei 2617. Verwaltungssitz ist die 128 m hoch am linken Flussufer des Río Nanay gelegene Ortschaft Santa María de Nanay mit 738 Einwohnern (Stand 2017). Santa María de Nanay liegt 50 km westsüdwestlich der Provinz- und Regionshauptstadt Iquitos.

## Geographische Lage
Der Distrikt Alto Nanay liegt im peruanischen Amazonasgebiet im Westen der Provinz Maynas. Er besitzt eine Längsausdehnung in NNW-SSO-Richtung von 240 km sowie eine maximale Breite von etwa 85 km. Der Distrikt erstreckt sich über das obere Einzugsgebiet des Río Nanay, einem linken Nebenfluss des Amazonas. Der Río Nanay und dessen linker Nebenfluss Río Pintoyacu durchqueren das Areal in überwiegend südöstlicher Richtung. Das Gebiet besteht hauptsächlich aus Regenwald.
Der Distrikt Alto Nanay grenzt im äußersten Südwesten an den Distrikt Nauta (Provinz Loreto), im Westen an den Distrikt Tigre (ebenfalls in der Provinz Loreto), im äußersten Norden an den Distrikt Napo, im Nordosten an den Distrikt Mazán, im Südosten an die Distrikte Punchana und Iquitos sowie im Süden an den Distrikt San Juan Bautista.